# Ya fue suficiente (partido político)
Ya fue suficiente (DJB) (en serbio Dosta je bilo - Restart, cirílico serbio: Доста је било - Рестарт) es un partido político serbio de corte socioliberal. Fue formado el 27 de enero de 2014 por el exministro de economía Saša Radulović y sus asociados.
En las elecciones parlamentarias de 2014 el partido obtuvo el 2.09% del voto popular, no alcanzando el umbral electoral de 5%.
Entre 2014 y 2016 el partido aumenta gradualmente su popularidad, lo que se ve reflejado en las elecciones parlamentarias de 2016 en donde obtiene el 6.02% del voto popular, insertándose por primera vez en su historia en el Asamblea, con 16 escaños.
En las elecciones parlamentarias de 2020 perdió todos sus representantes al obtener el 2.30% del voto popular quedando fuera de la Asamblea por no alcanzar el umbral electoral del 3%.

## Resultados electorales

### Elecciones parlamentarias
| Elecciones | Cabeza de lista | # de votos | %     | Escaños | Estatus              | Notas |
| ---------- | --------------- | ---------- | ----- | ------- | -------------------- | ----- |
| 2014       | Saša Radulović  | 74.973     | 2,09% | 0/250   | Fuera del parlamento |       |
| 2016       | Saša Radulović  | 227.626    | 6,02% | 16/250  | Oposición            |       |
| 2020       | Saša Radulović  | 73.953     | 2,39% | 0/250   | Fuera del parlamento |       |